# Pave Lucius 1.
Pave Lucius 1. var pave i otte måneder i 253-254 og blev helgenkåret (Sankt Lucius). Hans navnedag er 4. marts.

## Biografi
Han var født i Rom, men hans fødselsdag eller familie er ukendt, bortset fra, at hans fars navn var Porfyrian. Han blev sandsynligvis valgt som pave 25. juni 253, og døde 5. marts 254. Valget foregik under forfølgelserne, der medførte forvisning af hans forgænger, Cornelius. Selv blev han forvist straks efter indsættelsen, men han havde held med at få tilladelse til at vende tilbage.
Han omtales i flere breve af Cyprianus, så det fremgår, at han havde samme milde holdning som Cornelius når det gjaldt at tilgive angrende syndere.
Ifølge traditionen blev han martyr under Valerians forfølgelser, men da disse vides at være startet efter marts 254, må dette anses som tvivlsomt.
Hans gravsten kan stadig ses i i krypten kaldet "det lille Vatikan" i Calixtus-katakomberne ved Via Appia i udkanten af Rom. 
Han ser ikke ud til at være dyrket som helgen før efter år 1000, da hans skelet blev bragt til Santa Cecilia-kirken i bydelen Trastevere i Rom sammen med relikvierne af blandt andre Sankt Cecilie. I krypten blev han stedt til hvile i lighed med en anden pave, Urban 1. (222-30).  Det varede dog ikke længe, inden gejstlige begyndte at hente skeletdele af Lucius, der som relikvier spredtes til kirker rundt om i Europa.

## Sagnet om pavens hovedskal
Tidligt på 1100-tallet kom Lucius' hovedskal til Roskilde Domkirke, hvorved han blev domkirkens skytshelgen. Sagnet fortæller, at nogle dæmoner var på færde i Isefjorden, og da de udtalte, at de ikke var bange for andet i denne verden end Lucius' hovedskal, var der ikke andet for end at skaffe den til Danmark.  Den danske konge Svend Estridsen var i årene før sin død i 1076 i kontakt med pave Gregor 7. Der er bevaret flere breve mellem de to.  Reformpaven sendte på den tid en række breve til regenter i Europa for at knytte kongerne direkte til pavedømmet og derved undergrave den tyske kejser Henrik 4.s magt. Muligvis blev der ad denne vej aftalt, at den nye katedral i Roskilde skulle få en værdifuld relikvie efter en tidligere pave. To kanniker blev sendt til Rom for at hente relikvien efter Skt. Lucius. Da de ankom Santa Cecilia-kirken, lyste og strålede det angiveligt fra Lucius' hovedskal som fra Solen. I breviarium Roskildense beskrives hjemrejsen fra Rom som krydret med mirakuløse begivenheder. En dæmon forårsagede en kraftig storm, og forlangte en af kannikerne som offer, hvis stormen skulle løje af. Kanniken bad en bøn til Skt. Lucius, slap hovedskallen ned i en spand vand, og hældte vandet i havet. Straks løjede stormen af, og da kanniken sprang over bord for at ofre sig, kunne han angiveligt gå trygt på vandet. Oprindeligt var Roskilde Domkirke viet til treenigheden. Nu blev den også viet til Skt. Lucius. Ælnoth skrev, at da Svend Estridsen døde i 1076, blev han gravlagt i "kirken viet til Skt. Lucius i Roskilde". Hovedskallen var indsat i et relikevieskrin af guld, formet som en byste af paven. Selve Skt. Lucius' dag fejredes i Roskilde både 4. marts og 25. august. Da læste man hans legende højt i kirken, suppleret med et skuespil. Så blev relikvien lagt i et skrin, og byens gejstlige gik i procession med det omkring i kirken og derefter ud i byen. Det samme skal være sket ved krig og brand. En rigtig pavehat i silke havde man også, og ved visse lejligheder blev relikvien taget ud af skrinet og båret rundt med hatten på. 
En påstået tand fra Skt. Lucius blev opbevaret i Københavns Frue kirke, og på helgenens årlige mindedag blev der sunget en sekvens, der udtrykte tillid til, at hans tand var stærk nok til beskytte byen mod pest og overfald.  Skt. Lucius' tidligere gravsted kan stadig ses i krypten under den romerske kirke Santa Cecilia in Trastevere. 

## Relikviets historie
Ved reformationen, der jo afskaffede al veneration af relikvier, kom hovedskallen til Frederik 3.s kunstkammer og derfra senere til Nationalmuseet. I det 20. århundrede blev relikviet udlånt til den katolske kirke i Danmark, i hvis domkirke, Sankt Ansgar Kirke i København, dette paverelikvie nu forvares. En kulstof 14-datering har dog afsløret, at hovedskallen er et falsum, og i virkeligheden har tilhørt en person, der levede engang i tidsrummet 340-431 e.Kr. 